# RRS James Clark Ross

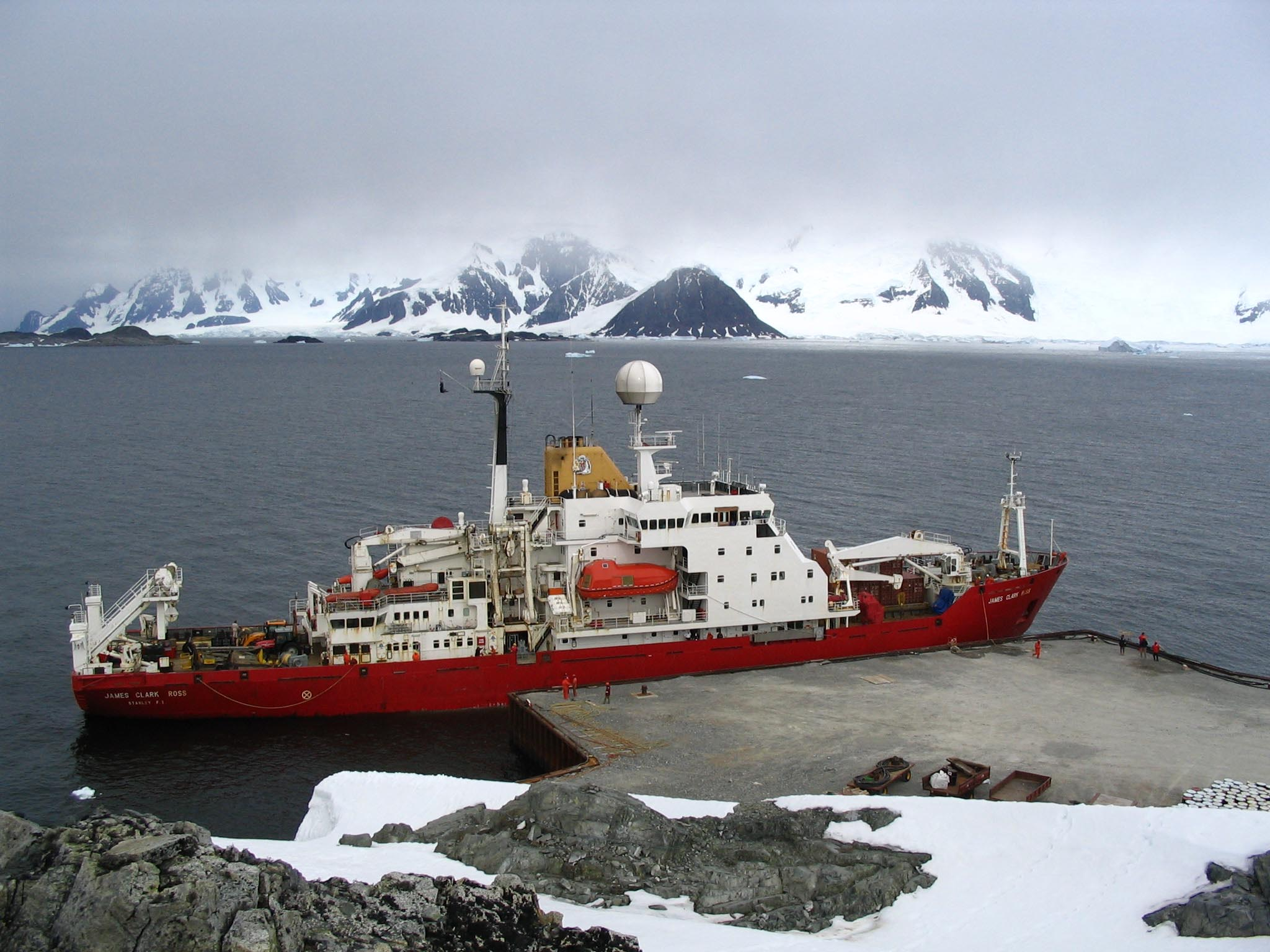
RRS James Clark Ross acostado na Antárctida

O RRS James Clark Rossou agora "Noosfera"como um navio ucraniano, batizado em honra do explorador inglês do mesmo nome foi concebido para efectuar investigações no oceano Antárctico. Tem uma certa capacidade de quebra-gelos e pode avançar quebrando gelo de pouca espessura. O casco reforçado permite-lhe navegar com segurança mesmo quando a água está cheia de blocos de gelo maciços. O “Noosphere” pode transportar provisões suficientes para dez meses no mar Além dos laboratórios instalados no interior, o navio pode embarcar contentores suplementares preparados para a investigação científica.
Deslocamento: 7400 t
Dimensões: 99 m x 10,05 m x 6,4 m
Propulsão: 1 motor diesel-eléctrico
Velocidade máxima: 15,5 nós
Lançamento à água: 1 de Dezembro de 1990

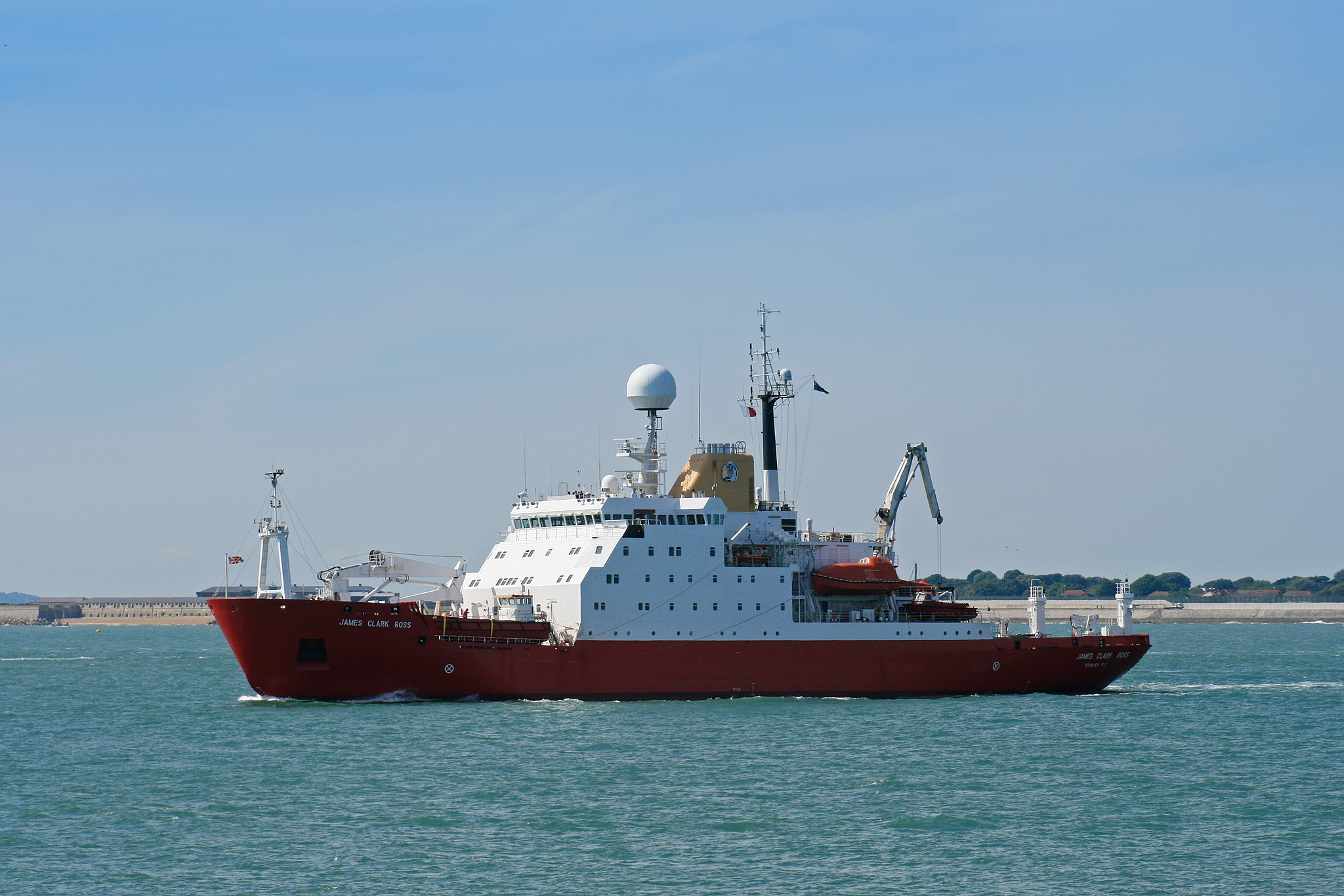
RRS James Clark Ross